# Odynerus pallidus
Odynerus pallidus är en stekelart som beskrevs av Edoardo Zavattari 1912.
Odynerus pallidus ingår i släktet lergetingar, och familjen Eumenidae. Inga underarter finns listade i Catalogue of Life.